# Martyna Jelińska
Martyna Jelińska (Toruń, 5 de mayo de 1992) es una deportista polaca que compite en esgrima, especialista en la modalidad de florete. Ganó una medalla de plata en el Campeonato Europeo de Esgrima de 2024, en la prueba por equipos.

## Palmarés internacional
| Campeonato Europeo | Campeonato Europeo | Campeonato Europeo | Campeonato Europeo  |
| Año                | Lugar              | Medalla            | Prueba              |
| ------------------ | ------------------ | ------------------ | ------------------- |
| 2024               | Basilea (Suiza)    | Medalla de plata   | Florete por equipos |